# باتريك باوز ليون
باتريك باوز ليون (بالإنجليزية: Patrick Bowes-Lyon)‏ مواليد 5 مارس 1863 في ميدلسكس، إنجلترا - الوفاة 5 أكتوبر 1946 في إنجلترا، كان لاعب كرة مضرب إنجليزي. كما أنه أحد أبطال الجراند سلام.

## بطولات حققها
- بطولة ويمبلدون

## النهائيات

### الزوجي (الألقاب 1, الوصافة 1)
| الحصيلة | السنة | البطولة  | الشريك          | المنافس في النهائي           | النتيجة في النهائي      |
| ------- | ----- | -------- | --------------- | ---------------------------- | ----------------------- |
| الفوز   | 1887  | ويمبلدون | هربرت ويلبرفورس | إتش جاي كريسبي إي بارات سميث | 7–5, 6–3, 6–2           |
| الوصافة | 1888  | ويمبلدون | هربرت ويلبرفورس | إرنست رينشو وليام رينشو      | 6–2, 6–1, 3–6, 4–6, 3–6 |

## روابط خارجية
- باتريك باوز ليون على موقع رابطة محترفي التنس (الإنجليزية)
- باتريك باوز ليون على موقع أرشيف التنس.كوم (الإنجليزية)
- باتريك باوز ليون على موقع خلاصة التنس.كوم (الإنجليزية)